# Mildred Gillars
Mildred Gillars (29. november 1900 – 25. juni 1988), alias "Axis Sally", var en kvindelig radiopersonlighed under 2. Verdenskrig, bedst kendt for sine propaganda udsendelser for Nazityskland. 
Hun var født Mildred Elizabeth Sisk i Portland, Maine, men tog tidligt navnet  Mildred Gillars efter at hendes mor havde giftet sig igen. Gillars studerede dramaturgi på Ohio Wesleyan University, men opgav studierne inden eksamen. Senere flyttede hun til New York, hvor hun drømte om at blive skuespillerinde, men ikke havde megen succes. I 1930'erne tog hun til Dresden i Tyskland for at studere musik, og senere arbejdede hun som engelsklærer på Berlitz sprogskolen i Berlin. I 1940 accepterede hun en stilling som oplæser og skuespillerinde på Radio Berlin, hvor hun blev indtil Nazityskland brød sammen i 1945.
Gillars var en velkendt propagandisk af de allierede tropper. Et foretrukket tema i hendes udsendelser var utroskab blandt soldaternes hustruer og kærester. Hun spillede amerikansk musik og kom med antisemitisk retorik og bitre angreb på Franklin D. Roosevelt.  Gillars omtalte i reglen sig selv som "Midge," men de amerikanske tropper kaldte hende "Axis Sally," "the Bitch of Berlin", "Olga" og "Berlin Bessie." Det er værd at bemærke, at Gillars ikke var den eneste oplæser, der gik under navnet "Sally." Rita Zucca, en oplæser på "Jerry's Front" programmet fra Italien kaldte sig "Sally." Zucca's udsendelser tilskrives nogle gange fejlagtigt Gillars.
Gillars udsendte sin mest berygtede udsendelse den 11. maj 1944, forud for invasionen på D-dag i Normandiet. Det var et skuespil med titlen "Vision of Invasion", hvor Gillars spillede en amerikansk mor, som drømte at hendes søn var død en frygtelig død i Den engelske kanal. En oplæser sagde: "D in D-Day stands for doom...disaster...death...defeat...Dunkerque og Dieppe" 
Gillars' sidste udsendelse var den 6. maj 1945, blot to dage inden den tyske kapitulation. Efter krigen forsvandt Gillars i den store mængde af flygtninge i det besatte Tyskland. Hun blev taget til fange og senere fløjet tilbage til USA i 1948. Hun blev anklaget for 10 tilfælde af forræderi, men hun blev kun tiltalt for otte.  
Anklagerne kaldte Gillars udsendelser subtile forsøg på at nedbryde de amerikanske soldaters moral. De fremlagde beviser for at Gillars havde underskrevet en troskabsed til Hitler. De hævdede også, at hun udgav sig for at arbejde for det Internationale Røde Kors for at kunne optage meddelelser fra amerikanske meddelelser, som kunne bruges til propagandaformål. 
Gillars forsvarer hævdede at hendes udsendelser var udtryk for en upopulær holdning, men ikke kunne karakteriseres som forræderi. De hævdede også at hun var under indflydelse af en tidligere kæreste, Max Otto Koischwitz, en tysk statsborger, som hun havde mødt på Hunter College i New York City.  
Den sensationelle seks-uger lange retssag sluttede den 8. marts 1949. Efter lange overvejelser dømte jurien hende for et tilfælde af forræderi, udsendelsen "Vision of Invasion".
Gillars blev dømt til mellem 10 og 30 år i fængsel. Hun fik en langt mildere dom end to andre amerikanere, som lavede udsendelser for nazisterne Robert Henry Best og Douglas Chandler. Hun fik mulighed for at opnå benådning i 1959, men forsøgte det først to år senere, og fik den. Gillars boede i et kloster (Our Lady of Bethlehem) i Columbus, Ohio, og senere underviste hun i engelsk og tysk på en skole, som blev drevet af en katolsk orden nær Columbus, Ohio. I 1973 vendte hun tilbage til Ohio Wesleyan University for at få en eksamen.
Mens den bedst kendte udenlandske stemme for Tyskland, William Joyce eller "Lord Haw-Haw", blev hængt i Storbritannien for forræderi. Efter krigen døde Mildred Gillars af naturlige årsager i en alder af 87.